# Flaga Śląska
Flaga Śląska i Dolnego Śląska to dwubarwna flaga w kolorach srebrnym i złotym. Flaga składa się z dwóch poziomych pasów. Barwy flagi nawiązują do herbu Śląska, dlatego zgodnie z zasadami heraldyki, kolor tła złoty znajduje się na dole. Tradycyjnie flaga Śląska jest jednocześnie flagą Dolnego Śląska, natomiast Górny Śląsk posiada własną flagę.
Barwy te były używane razem z herbem prowincji śląskiej oraz z herbem prowincji dolnośląskiej.

## W Polsce
Flaga województwa dolnośląskiego przedstawia orła śląskiego na złotym tle.
W tradycji polskiej orzeł śląski nie jest ukoronowany (z wyjątkiem Śląska Cieszyńskiego), w czeskiej i niemieckiej na ogół odwrotnie.

Wariant z herbem. Płat złoty, na nim umieszczony centralnie czarny orzeł dolnośląski

## W Czechach
Kraj Morawsko-Śląski w Czechach ma własną flagę. Na pierwszej ćwiartce widnieje orzeł Piastów śląskich, który pojawia się także w innych śląskich herbach oraz w herbie Republiki Czeskiej.

Flaga kraju morawsko-śląskiego

## W Saksonii
Z racji utrzymywania się w niemieckiej tradycji pamięci o administracyjnej przynaleźności kilku powiatów górnołużyckich do pruskiej prowincji śląskiej art. 2 ust. 4 Konstytucji Wolnego Państwa Saksonii zezwala na posługiwanie się na terenie landu flagą dawnej prowincji na równi z flagą Saksonii.
Flaga prowincji śląskiej została nadana jej w 1882 roku, mimo że sama prowincja powstała jeszcze w 1815 roku.

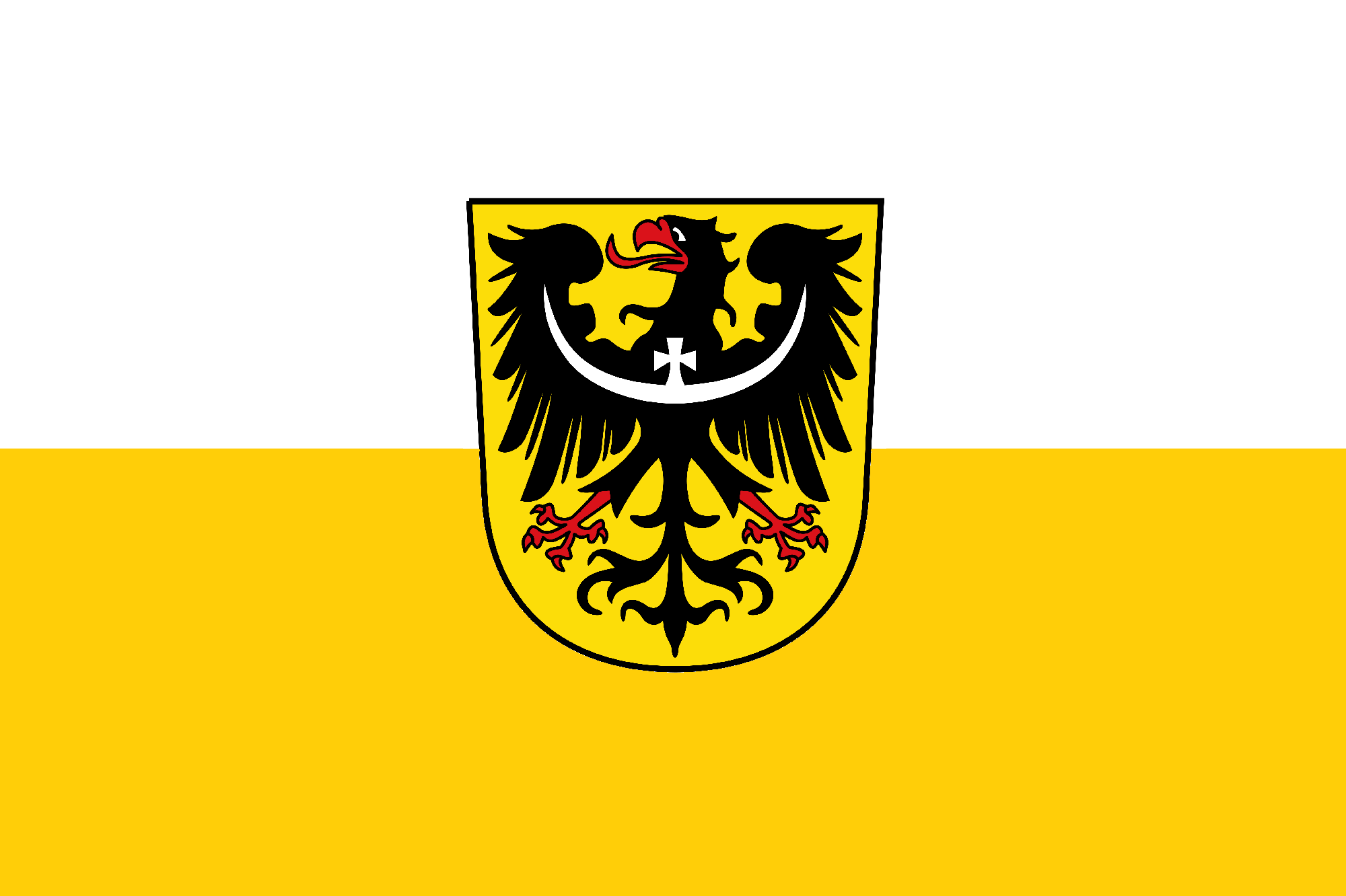
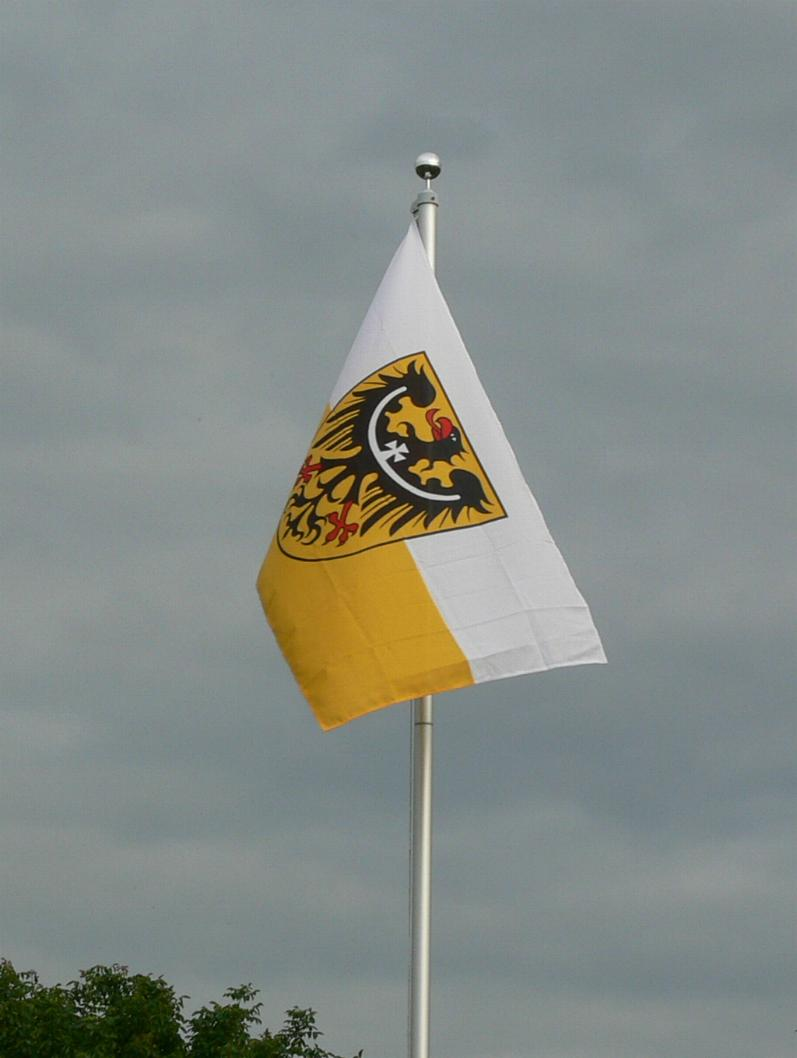